# Katja Nebe
Katja Nebe (* 8. Juni 1972 in Merseburg) ist eine deutsche Juristin und Hochschullehrerin an der Martin-Luther-Universität Halle-Wittenberg.

## Leben
Nach dem Abitur an der Goethe-Oberschule in Weißenfels 1991 begann Nebe das Studium der Rechtswissenschaften an der Universität Halle-Wittenberg und legte dort 1998 ihr Erstes Juristisches Staatsexamen ab. 2004 begann sie ihr Referendariat am Landgericht Halle, das sie 2006 mit dem Zweiten Staatsexamen beendete. Noch während ihres Referendariats promovierte sie 2005 unter Wolfhard Kohte. Diese Arbeit wurde mit summa cum laude bewertet und erhielt den Dorothea-Erxleben-Preis der Universität Halle-Wittenberg. Im Juli 2009 habilitierte Nebe sich und erhielt damit die venia legendi für die Fächer Bürgerliches Recht, Arbeitsrecht und Sozialrecht.
Noch vor dem vollständigen Abschluss ihrer Habilitation vertrat Nebe 2008 einen Lehrstuhl an der Universität Bremen. Im Sommersemester 2010 vertrat sie diesen Lehrstuhl erneut. Zum Wintersemester 2010/11 wurde sie von der Universität Bremen zur ordentlichen Professorin für Bürgerliches Recht mit dem Schwerpunkt deutsches, europäisches und internationales Arbeitsrecht ernannt und erhielt somit ihren ersten eigenen Lehrstuhl. Zum Wintersemester 2014/15 wechselte Nebe an ihre alma mater nach Halle-Wittenberg, wo sie seitdem den Lehrstuhl für Bürgerliches Recht, Arbeitsrecht und Recht der Sozialen Sicherheit innehat. Seit dem 1. Oktober 2019 ist Nebe außerdem Studiendekanin.
Am 15. Dezember 2021 wählte der Landtag von Sachsen-Anhalt Nebe für eine Amtszeit von sieben Jahren zum stellvertretenden Mitglied des Landesverfassungsgerichts des Landes.
Katja Nebe ist verheiratet und Mutter dreier Kinder (geboren 1995, 1998 und 2001).

## Werke (Auswahl)
- Betrieblicher Mutterschutz ohne Diskriminierung – Die RL 92/85/EWG und ihre Konsequenzen für das deutsche Mutterschutzrecht. Nomos, Baden-Baden 2006, ISBN 978-3-8329-1891-0. (Dissertation)
- Selbstbestimmte Organisation komplexer ambulanter Pflegeleistungen – zur Komplementarität privat- und sozialrechtlicher Regelungen. noch ungedruckt, Halle 2009. (Habilitationsschrift)
- Katja Nebe & Natalie Waldenburger: Budget für Arbeit. LVR, Köln 2015 (iab.de).